# Rincón Toningo
Rincón Toningo är en ort i Mexiko.   Den ligger i kommunen Tlaltetela och delstaten Veracruz, i den sydöstra delen av landet, 230 km öster om huvudstaden Mexico City. Rincón Toningo ligger 1 202 meter över havet och antalet invånare är 418.
Terrängen runt Rincón Toningo är kuperad. Runt Rincón Toningo är det ganska tätbefolkat, med 214 invånare per kvadratkilometer. Närmaste större samhälle är Huatusco de Chicuellar, 11,9 km söder om Rincón Toningo. I omgivningarna runt Rincón Toningo växer huvudsakligen savannskog.